# James Hiroyuki Liao
James Hiroyuki Liao é um ator estadunidense.

## Biografia
Liao nasceu em Bensonhurst no Brooklyn , se garduou  no ano de 2004 em Juilliard School. Ele também estudou no Studio Ballentine Marjorie. Em seu trabalho de ator, ele também foi creditado como James Liao. Seu pai é de Taiwan e sua mãe é japonesa.
Liao estava participando na quarta temporada da série Prison Break  como Roland Glenn . Ele também fez o trabalho em  24 Horas (série), CSI: Crime Scene Investigation , Bones (série) , CSI: Miami , CSI: NY e Law & Order. Ele também fez uma aparição em 2008 no filme Management com Jennifer Aniston.

## Trabalho
- Frankenweenie (2012)
- House MD(2011) interpretou Luca na 7ª temporada no episódio 23
- Battle: Los Angeles (2011)
- 24 Horas (série) (2010)
- Prison Break (2008)
- Management
- CSI: Crime Scene Investigation(2007–08)
- Bones (série) (2007)
- CSI: Miami (2004)
- Law & Order (2004)

## Ligações Externas
- James Hiroyuki Liao. no IMDb.
- Battle: Los Angeles